# Hogmanay

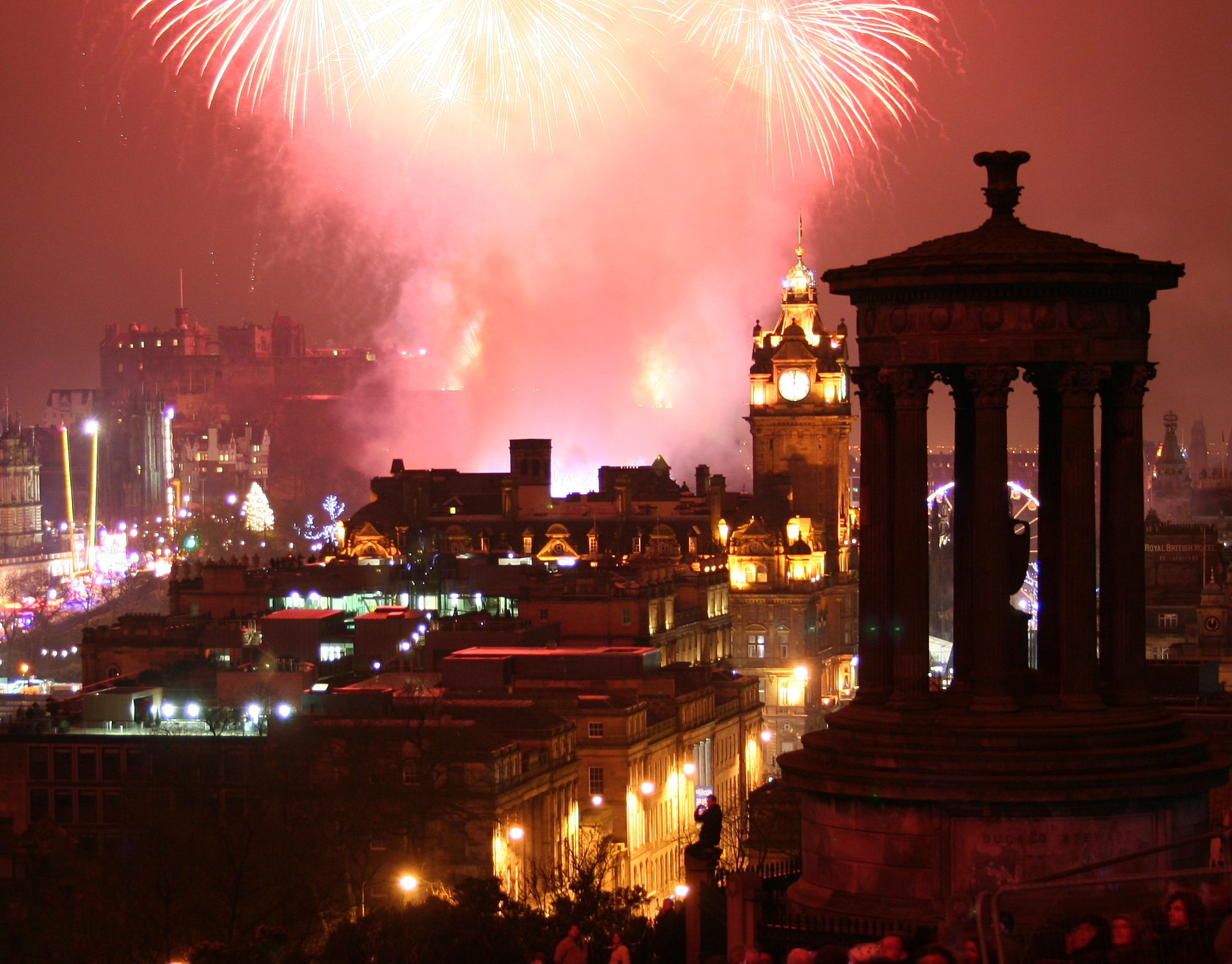
Fyrverkerier över Edinburgh på Hogmanay.

Hogmanay (lågskotskt uttal: [ˌhʌɡməˈneː]) är en högtid i Skottland som motsvarar nyårsafton, årets sista dag. Den firas liksom i andra delar av världen med fyrverkerier, men även med lokala seder som att ge gåvor för att få tur. Firandet pågår ofta ända tills solen har gått upp den 1 januari, och ibland ända till den 2 januari (som är en ledig dag i Skottland).
Sången Auld Lang Syne förknippas starkt med Hogmanay.
Hogmanay har sina rötter i det hedniska firandet av vintersolståndet. Det trycktes undan under den protestantiska reformen men fick nytt liv i slutet av 1600-talet. Ordet Hogmanay är av okänt ursprung.